# Autostrada A35 (Portugalia)
Autostrada A35 (port. Autoestrada A35) – autostrada znajdująca się na terytorium Portugalii. Docelowo ma łączyć miasta Mira i Mangualde, obecnie stanowi krótkie (24 km) połączenie Santa Comba Dão z Canas de Senhorim. Przejazd autostradą jest bezpłatny.

## Ważniejsze miejscowości leżące przy A35
- Santa Comba Dão